# Czesław Wołłejko
Czesław Wołłejko (ur. 17 marca 1916 lub 1920 w Wilnie, zm. 7 lutego 1987 w Warszawie) – polski aktor filmowy, teatralny, telewizyjny i radiowy, a także reżyser i wykładowca.

## Życiorys

### Wczesne lata
Urodził się w Wilnie. Pochodził z artystycznej rodziny – jego ojciec Ignacy był tancerzem. W sprawie jego daty urodzenia istnieją wątpliwości: większość dostępnych internetowych źródeł podaje datę 17 marca 1916 roku, podawał ją także w kwestionariuszach i życiorysach sam aktor. Na jego płycie nagrobnej wyryto jednak jako datę narodzin 17 marca 1920 roku.
Na początku II wojny światowej trafił do Grodna uciekając z zajętego przez armię radziecką Wilna.

### Kariera teatralna i filmowa
Debiut teatralny aktora miał miejsce jesienią 1939 roku w Grodnie. Czesław Wołłejko szukał wówczas zajęcia w tamtejszym Państwowym Teatrze Polskim BSRR, którego założycielem i dyrektorem był przedwojenny reżyser teatralny – Aleksander Węgierko. Zachwycony młodym aktorem Węgierko dał mu pierwszy teatralny angaż w komedii Panna Maliczewska Gabrieli Zapolskiej – tym występem początkujący Wołłejko oczarował publiczność i rozpoczął karierę teatralną. Teatr Polski został wkrótce przeniesiony przez władze do Białegostoku, gdzie w 1940 roku Wołłejko skończył studio aktorskie. Po wkroczeniu na te tereny wojsk niemieckich Aleksander Węgierko zniknął w niewyjaśnionych okolicznościach, a Wołłejko osiedlił się w Grodnie ze swoją pierwszą żoną, Haliną Czengery, i pracował jako kelner w restauracji Lux.
W 1944 i 1945 roku Wołłejko zaczął grać w Teatrze Wojska Polskiego w Lublinie, a potem w Łodzi. Pierwszą jego rolą był Kacper w Weselu w reżyserii Jacka Woszczerowicza. Rok później wziął udział w łódzkiej Elektrze Jana Giraudoux – spektaklu reżyserowanym przez Edmunda Wiercińskiego, jednak wkrótce przedstawienie zostało zdjęte po oskarżeniach o gloryfikację powstania warszawskiego.
Również w 1946 roku, już w Poznaniu, Czesław Wołłejko zagrał Chlestakowa w Rewizorze w reżyserii Karola Borowskiego, oraz dwie role komediowe – w Domu otwartym i w Wiele hałasu o nic. Od 1948 roku namówiony przez Arnolda Szyfmana Czesław Wołłejko był już aktorem Teatru Polskiego. W 1949 roku Aleksander Zelwerowicz reżyserował w Teatrze Polskiego Radia Pana Jowialskiego – tam Czesław Wołłejko wcielił się w rolę Wiktora i dał się poznać publiczności warszawskiej. W tym samym roku Wołłejko zagrał Alfreda w inscenizacji Bogdana Korzeniewskiego w Mężu i żonie, w 1950 roku zaś zagrał rolę tytułową w Don Juanie Moliera, także w reżyserii Korzeniewskiego. To przedstawienie zostało zdjęte przez władzę po 20 spektaklach, lecz aktor zdążył zrobić wrażenie na krytykach i publiczności. W 1952 roku Wołłejko zagrał rolę tytułową w Fircyku w zalotach, w 1953 Albina w Ślubach panieńskich oraz Szczęsnego w Horsztyńskim w reżyserii Edmunda Wiercińskiego. Zagrał także Lorenzaccia – rolę tytułową w spektaklu w reżyserii Wiercińskiego. W 1956 roku wcielił się w Chopina w Lecie w Nohant Iwaszkiewicza w reżyserii Marii Wiercińskiej.
W kolejnych latach zagrał w słuchowisku według komedii Alfreda De Musseta Barberyna w reżyserii Wojciecha Maciejewskiego, a z Niną Andrycz w roli tytułowej – był to rok 1962. Pojawił się także w Grubych rybach według komedii Michała Bałuckiego w reżyserii Zbigniewa Kopalki. W tej sztuce partnerował mu m.in. Gustaw Lutkiewicz. W 1967 roku grał w przedstawieniu Jerzego Kreczmara w Panu Jowialskim Fredry – tam zagrał rolę Szambelana. W 1969 roku przeszedł do Teatru Współczesnego, gdzie w Wielkim człowieku do małych interesów w reżyserii tego samego reżysera zagrał Jenialkiewicza. W Teatrze Współczesnym zagrał męża w Szczęśliwym wydarzeniu Mrożka i cara w Kordianie, a w przedstawieniu Wiśniowy sad w reżyserii Macieja Prusa wcielił się w rolę Gajewa. W 1974 roku zagrał także w Królu w kraju rozkoszy – w tym słuchowisku reżyserowanym przez Zbigniewa Kopalko wystąpił u boku m.in. Jerzego Szmidta i Alicji Wyszyńskiej.

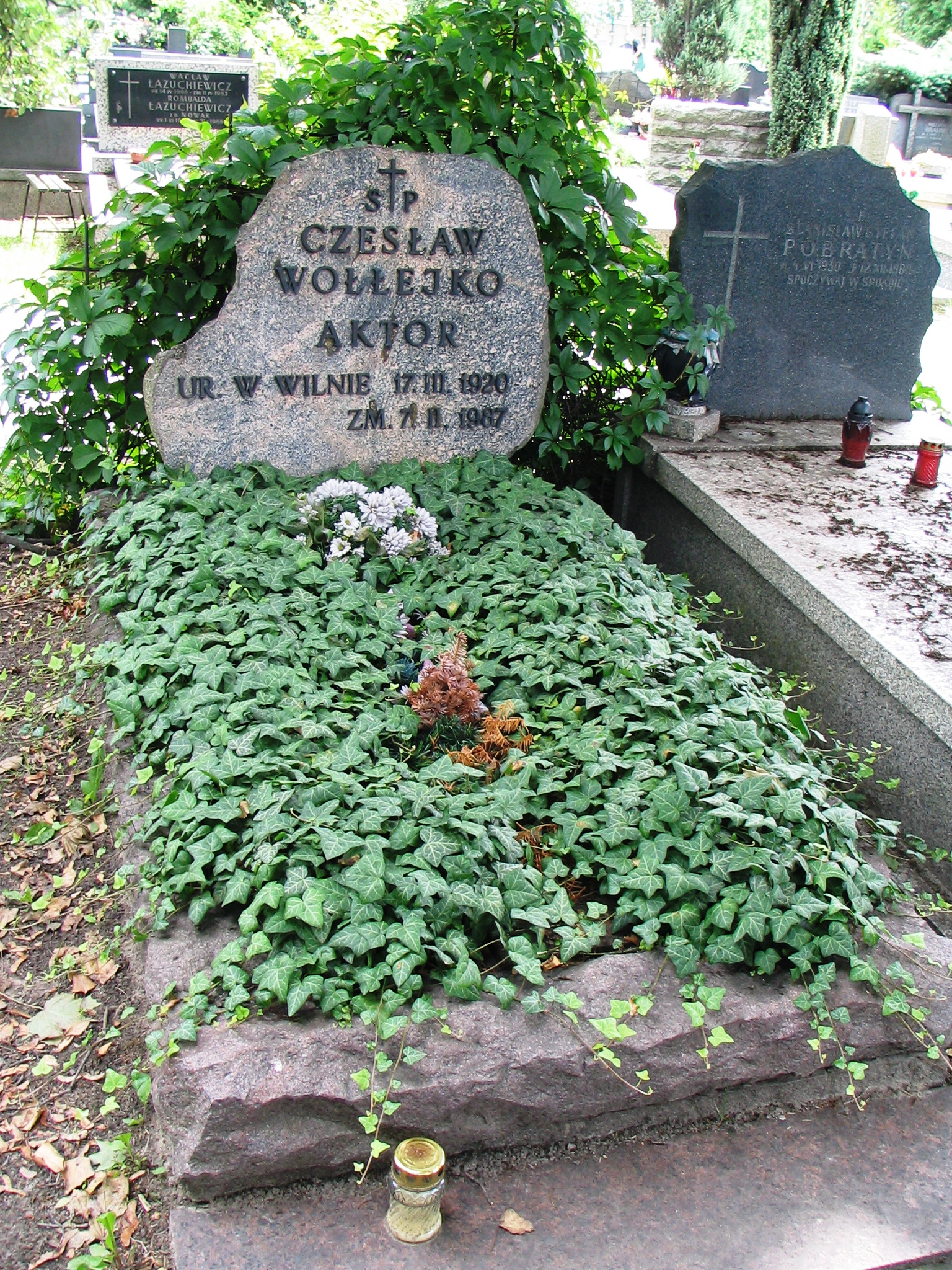
Grób Czesława Wołłejki na cmentarzu Wojskowym na Powązkach w Warszawie, 23 lipca 2008

Przez krótki okres występował w Teatrze Ateneum – tam grał Ignacego Krasickiego w Wielkim Fryderyku Adolfa Nowaczyńskiego, Fouchégo w Thermidorze Stanisławy Przybyszewskiej, księcia Adama Czartoryskiego w Tryptyku listopadowym Wyspiańskiego w reżyserii Janusza Warmińskiego i króla Stanisława Augusta w Polonezie Jerzego Sity w reżyserii Warmińskiego – tę ostatnią rolę w 1981 roku. W następnych latach Wołłejko wrócił do warszawskiego Teatru Współczesnego, gdzie grał Oberona w Śnie nocy letniej Szekspira w reżyserii Macieja Englerta, ojca w Ślubie Gombrowicza w reżyserii Krzysztofa Zaleskiego, w sztuce Jak się kochają Ayckbourna, w Trzech siostrach, oraz, w 1986 roku, Händela w Kolacji na cztery ręce Barza – to przedstawienie również reżyserował Maciej Englert.
Jako aktor filmowy Czesław Wołłejko zadebiutował w 1951 roku wcielając się w rolę Fryderyka Chopina w filmie Aleksandra Forda Młodość Chopina. Kolejną rolą w filmie, dopiero w 1960 roku, był tytułowy Szczęściarz Antoni w komedii Haliny Bielińskiej i Włodzimierza Haupe. Od tego momentu cyklicznie pojawiał się w filmach, takich jak: Czarne skrzydła, Kopernik Czesława i Ewy Petelskich, Zaklęte rewiry i Trędowata. Grał także rozmaite role w serialach telewizyjnych, m.in. w Stawce większej niż życie, Przygodach pana Michała, Lalce z 1977 roku i Rodzinie Połanieckich.
Występował również w Teatrze Telewizji, m.in. w Odprawie posłów greckich, Kandydzie, W poszukiwaniu straconego czasu oraz Cudzoziemce i Zemście. Od lat 60. zajmował się też reżyserią przedstawień oraz wykładał na Państwowej Wyższej Szkole Teatralnej w Łodzi.

### Śmierć
Aktor zmarł 7 lutego 1987 roku na zawał serca. Wołłejko odszedł w czasie intensywnych przygotowań do roli Wolanda w Mistrzu i Małgorzacie – sztuce wystawianej na deskach warszawskiego Teatru Współczesnego. Jego rolę przejął Krzysztof Wakuliński.
Zmarł w Warszawie, pochowany 14 lutego 1987 na cmentarzu Wojskowym na Powązkach (kwatera 39B-11-2). W pogrzebie uczestniczył minister kultury i sztuki prof. Aleksander Krawczuk. Warty przy trumnie pełnili aktorzy, m.in. Andrzej Łapicki, Mariusz Dmochowski, Igor Śmiałowski, Marta Lipińska, Henryk Borowski, Wiesław Michnikowski. W imieniu środowiska artystycznego przemawiał dyrektor Teatru Współczesnego Maciej Englert.

## Życie prywatne
Wołłejko był dwukrotnie żonaty. Pierwszą żoną była Halina Czengery – aktorka, córka dyrektora Teatru Miejskiego w Grodnie. Poznał ją grając jeszcze w Pannie Maliczewskiej, a ślub wzięli w 1942 roku. Owocem trwającego do 1961 roku małżeństwa są dwie córki – urodzona 15 września 1942 roku Jolanta i 13 lat później, 27 maja 1955 roku, Magdalena. Obie, tak jak ich rodzice, zostały aktorkami.
W końcowych latach pierwszego małżeństwa zainteresował się Iloną Stawińską – żoną innego aktora, Tadeusza Plucińskiego, którą w przyszłości poślubił i pozostawali małżeństwem aż do śmierci aktora.
Tadeusz Pluciński z kolei został mężem najstarszej córki Wołłejki – Jolanty.

## Filmografia
| Filmy fabularne |                             |                                                                                |                             |
| Rok             | Tytuł                       | Rola                                                                           | Uwagi                       |
| 1951            | Młodość Chopina             | Fryderyk Chopin                                                                | debiut filmowy              |
| 1960            | Szczęściarz Antoni          | Antoni Grabczyk – urzędnik Urzędu Stanu Cywilnego                              |                             |
| 1962            | Czarne skrzydła             | dyrektor Coeur                                                                 |                             |
| 1963            | Smarkula                    | dr Bogdan Lewandowski                                                          |                             |
| 1966            | Kochajmy syrenki            | Seweryn Patera                                                                 |                             |
| 1968            | Człowiek z M-3              | narrator (głos)                                                                |                             |
| 1968            | Przygoda z piosenką         | Impresario Cox                                                                 |                             |
| 1970            | Wawelski conventus dowódców | Józef Poniatowski                                                              | film dokumentalny           |
| 1971            | Milion za Laurę             | przewodniczący komisji w TV                                                    |                             |
| 1971            | Jeden dzień króla Stasia    | lektor (głos)                                                                  | film dokumentalny           |
| 1972            | Ocalenie                    | pacjent leżący na jednej sali z Małeckim                                       |                             |
| 1972            | Kopernik                    | biskup warmiński Łukasz Watzenrode                                             |                             |
| 1973            | Drzwi w murze               | reżyser Malarski                                                               |                             |
| 1974            | Gniazdo                     | cesarz Otton I Wielki                                                          |                             |
| 1975            | Zaklęte rewiry              | baron Humaniewski                                                              |                             |
| 1976            | Trędowata                   | Maciej Michorowski – dziadek Waldemara                                         |                             |
| 1978            | Monodram                    | (głos)                                                                         | film wycinankowy, recytacja |
| 1980            | W Łazienkach                | lektor (głos)                                                                  | film dokumentalny           |
| 1980            | Zamach stanu                | Kazimierz Bartel – premier RP po zamachu majowym / świadek w procesie brzeskim |                             |
| 1981            | Wielka majówka              | homoseksualista Radomir Korsz-Umielski – szef „Laboratorium Ekspresji Ciała”   |                             |
| 1981            | Miłość ci wszystko wybaczy  | Buczyński – dyrektor teatru                                                    |                             |
| 1982            | Danton                      | Vadier                                                                         |                             |
| 1983            | Marynia                     | Pławicki – ojciec Maryni                                                       |                             |
| 1986            | Republika nadziei           | poseł Lipski – członek Rady Ludowej                                            |                             |

| Produkcje telewizyjne |                                             |                                                                                | |
| Rok                   | Tytuł                                       | Rola                                                                           | Uwagi |
| 1955                  | Spartakus                                   | Kajus                                                                          | spektakl telewizyjny                                                                                             |
| 1955                  | Mąż i żona                                  | Wacław                                                                         | spektakl telewizyjny                                                                                             |
| 1957                  | Śluby panieńskie                            | Albin                                                                          | spektakl telewizyjny                                                                                             |
| 1958                  | Żeglarz                                     | Jan                                                                            | spektakl telewizyjny                                                                                             |
| 1958                  | Zmarnowane życie                            | Stefan                                                                         | spektakl telewizyjny                                                                                             |
| 1958                  | Szczęście Frania                            | Otocki                                                                         | spektakl telewizyjny                                                                                             |
| 1958                  | Komedia konkursowa                          | Bekasiński                                                                     | spektakl telewizyjny                                                                                             |
| 1959                  | Kaszmirowy szal                             |                                                                                | spektakl telewizyjny                                                                                             |
| 1959                  | Historia jednej miłości                     |                                                                                | spektakl telewizyjny                                                                                             |
| 1959                  | Freuda teoria snów                          |                                                                                | spektakl telewizyjny                                                                                             |
| 1960                  | Troja, miasto otwarte                       | Julian Szarlej                                                                 | spektakl telewizyjny                                                                                             |
| 1960                  | Świadek                                     |                                                                                | spektakl telewizyjny                                                                                             |
| 1960                  | Mizantrop                                   |                                                                                | spektakl telewizyjny                                                                                             |
| 1960                  | Jonatan i S-ka                              |                                                                                | spektakl telewizyjny                                                                                             |
| 1961                  | Zapis                                       | Margrabia                                                                      | spektakl telewizyjny                                                                                             |
| 1961                  | Sonety krymskie                             |                                                                                | spektakl telewizyjny                                                                                             |
| 1961                  | Sceny dramatyczne ze Słowackiego i Puszkina |                                                                                | spektakl telewizyjny                                                                                             |
| 1961                  | Pojedynek u Ninon                           |                                                                                | spektakl telewizyjny                                                                                             |
| 1961                  | Pieśni                                      |                                                                                | spektakl telewizyjny                                                                                             |
| 1961                  | Pan Pickwick w tarapatach                   |                                                                                | spektakl telewizyjny                                                                                             |
| 1961                  | Odprawa posłów greckich                     | Aleksander                                                                     | spektakl telewizyjny                                                                                             |
| 1961                  | Lata nauki Wilhelma Meistra                 | Horacy                                                                         | spektakl telewizyjny                                                                                             |
| 1961                  | Kraszewski w Warszawie                      | Pan Kwasikowski                                                                | spektakl telewizyjny                                                                                             |
| 1961                  | Dom pychy                                   |                                                                                | spektakl telewizyjny                                                                                             |
| 1961                  | Brat marnotrawny                            |                                                                                | spektakl telewizyjny                                                                                             |
| 1962                  | Konsekwentna żona                           |                                                                                | spektakl telewizyjny                                                                                             |
| 1962                  | Intruz                                      |                                                                                | spektakl telewizyjny                                                                                             |
| 1962                  | Hedda Gabler                                |                                                                                | spektakl telewizyjny                                                                                             |
| 1962                  | Świadkowie albo nasza mała stabilizacja     |                                                                                | spektakl telewizyjny                                                                                             |
| 1963                  | Syn marnotrawny                             | Syn marnotrawny                                                                | spektakl telewizyjny                                                                                             |
| 1963                  | Sędzia i jego kat                           |                                                                                | spektakl telewizyjny                                                                                             |
| 1963                  | Prawo męża                                  |                                                                                | spektakl telewizyjny                                                                                             |
| 1963                  | Kaprys                                      |                                                                                | spektakl telewizyjny                                                                                             |
| 1964                  | Tonio Kruger                                |                                                                                | spektakl telewizyjny                                                                                             |
| 1964                  | Przygoda florencka                          | Andrzej                                                                        | spektakl telewizyjny                                                                                             |
| 1964                  | Miód kasztelański                           | Pan Jacek Sołoducha                                                            | spektakl telewizyjny                                                                                             |
| 1964                  | Kandyd                                      | Kandyd                                                                         | spektakl telewizyjny                                                                                             |
| 1964                  | Dudek                                       | Ernest Redillon                                                                | spektakl telewizyjny                                                                                             |
| 1964                  | Człowiek z głową                            | Nawrocki                                                                       | spektakl telewizyjny                                                                                             |
| 1965                  | Stawka większa niż życie                    | Obersturmbannführer Geibel                                                     | spektakl telewizyjny, odc. 4 pt. „E-19 działa”                                                                   |
| 1965                  | Stanisław i Bogumił                         | Wratysław                                                                      | spektakl telewizyjny                                                                                             |
| 1965                  | Piękny i nieczuły                           |                                                                                | spektakl telewizyjny                                                                                             |
| 1965                  | Pierścień Wielkiej Damy                     | Graf Szeliga                                                                   | spektakl telewizyjny                                                                                             |
| 1965                  | Nie ma Albertyny                            |                                                                                | spektakl telewizyjny                                                                                             |
| 1965                  | Księga Hioba                                | Macierzan                                                                      | spektakl telewizyjny                                                                                             |
| 1965                  | Drzwi muszą być albo otwarte albo zamknięte | Hrabia                                                                         | spektakl telewizyjny                                                                                             |
| 1966                  | Trzeci maja. Dramat z roku 1971             | Król Stanisław August Poniatowski                                              | spektakl telewizyjny                                                                                             |
| 1966                  | Przyznaję się do winy                       | Kruger                                                                         | spektakl telewizyjny                                                                                             |
| 1966                  | Pocztówka z Buenos Aires                    | Amadeusz                                                                       | spektakl telewizyjny                                                                                             |
| 1966                  | Odprawa posłów greckich                     | Poseł                                                                          | spektakl telewizyjny                                                                                             |
| 1966                  | Horsztyński                                 | Garnosz                                                                        | spektakl telewizyjny                                                                                             |
| 1967                  | To jest twój nowy syn                       | inżynier Roland „Żuczek”                                                       | film telewizyjny                                                                                                 |
| 1967                  | Duch z Canterville                          | duch Simona Canterville / lord Canterville – potomek Simona                    | film telewizyjny, dwie role                                                                                      |
| 1967                  | Stawka większa niż życie                    | sturmbannführer Geibel                                                         | serial telewizyjny, odcinek: 8 pt. „Wielka wsypa”                                                                |
| 1967                  | Pan Damazy                                  | Rejent Bajdalski                                                               | spektakl telewizyjny                                                                                             |
| 1967                  | Pajęczyna                                   | Amadeusz                                                                       | spektakl telewizyjny                                                                                             |
| 1967                  | Nie igra się z miłością                     | Baron                                                                          | spektakl telewizyjny                                                                                             |
| 1967                  | Mord w hurtowni                             | Kapitan MO                                                                     | spektakl telewizyjny                                                                                             |
| 1967                  | Maliniarz                                   | Kerz                                                                           | spektakl telewizyjny                                                                                             |
| 1968                  | Spokojna noc                                |                                                                                | spektakl telewizyjny                                                                                             |
| 1968                  | Król i aktor                                | Król Stanisław August Poniatowski                                              | spektakl telewizyjny                                                                                             |
| 1968                  | Król                                        | Król                                                                           | spektakl telewizyjny                                                                                             |
| 1968                  | Kobieta w trudnej sytuacji                  | Mecenas                                                                        | spektakl telewizyjny, także reżyser                                                                              |
| 1968                  | Czy to jest miłość                          | Mąż                                                                            | spektakl telewizyjny                                                                                             |
| 1968                  | Anatol                                      | Anatol                                                                         | spektakl telewizyjny                                                                                             |
| 1969                  | Takie czasy                                 | Julian Skupień                                                                 | spektakl telewizyjny                                                                                             |
| 1969                  | Rybka we czworo                             | Rudolf                                                                         | spektakl telewizyjny                                                                                             |
| 1969                  | Przygody pana Michała                       | biskup                                                                         | serial telewizyjny, odcinki: 2 pt. „Hetmański ordonans”, 12 pt. „Dymy nad twierdzą”, 13 pt. „Hektor Kamieniecki” |
| 1969                  | Najlepszy kolega                            | dyrektor szkoły                                                                | film telewizyjny                                                                                                 |
| 1969                  | Gniewko, syn rybaka                         | Wincenty z Szamotuł                                                            | serial telewizyjny, odcinki: 3 pt. „Spisek” i 5 pt. „Ta wieś nazywa się Płowce”                                  |
| 1969                  | Drugi strzał                                |                                                                                | spektakl telewizyjny                                                                                             |
| 1969                  | Burza                                       | Tichon                                                                         | spektakl telewizyjny                                                                                             |
| 1970                  | Lekcja                                      | profesor                                                                       | spektakl telewizyjny                                                                                             |
| 1970                  | Książę sezonu                               | Stefan Pulman                                                                  | film telewizyjny                                                                                                 |
| 1970                  | Cudzoziemka                                 | Adam                                                                           | spektakl telewizyjny                                                                                             |
| 1971                  | Kryształ                                    | profesor Borczyk                                                               | film telewizyjny                                                                                                 |
| 1971                  | Diament radży                               | książę Floryzel Czeski                                                         | film telewizyjny, rola dubbingowana przez Igora Przegrodzkiego                                                   |
| 1972                  | Zemsta                                      | Rejent Milczek                                                                 | spektakl telewizyjny                                                                                             |
| 1972                  | Przeklęte podwórze                          | Karadżicz                                                                      | spektakl telewizyjny                                                                                             |
| 1972                  | Pani Bovary                                 | Flaubert                                                                       | spektakl telewizyjny                                                                                             |
| 1972                  | Kopernik                                    | biskup warmiński Łukasz Watzenrode                                             | serial telewizyjny oparty na filmie o tym samym tytule, odcinki: 1 pt. „Niebo” i 2 pt. „Ziemia”                  |
| 1972                  | Intryga i miłość                            | Prezydent                                                                      | spektakl telewizyjny                                                                                             |
| 1972                  | 12 krzeseł                                  | Narrator (głos)                                                                | spektakl telewizyjny                                                                                             |
| 1973                  | Pierwszy dzień wolności                     | Anzelm                                                                         | spektakl telewizyjny                                                                                             |
| 1973                  | Łabędzia pieśń                              |                                                                                | spektakl telewizyjny                                                                                             |
| 1973                  | Dziś wieczór arszenik                       | Lorenzo                                                                        | spektakl telewizyjny                                                                                             |
| 1974                  | Opowieść starego Arbatu                     | Balasnikow                                                                     | spektakl telewizyjny                                                                                             |
| 1974                  | Król i aktor                                | Król Stanisław August Poniatowski                                              | spektakl telewizyjny                                                                                             |
| 1975                  | Zawodowy gość                               | Leonidas                                                                       | spektakl telewizyjny, także reżyser                                                                              |
| 1975                  | Dom pod miastem                             | Vatori                                                                         | spektakl telewizyjny                                                                                             |
| 1975                  | Biała owca w rodzinie                       | James                                                                          | spektakl telewizyjny                                                                                             |
| 1975                  | Arszenik i stare koronki                    | Dr Epstein                                                                     | spektakl telewizyjny                                                                                             |
| 1976                  | Wystarczy jeden telefon                     | Rabel                                                                          | spektakl telewizyjny                                                                                             |
| 1976                  | Ożenek                                      | Koczkariow                                                                     | spektakl telewizyjny                                                                                             |
| 1976                  | Karnawał                                    | Naje                                                                           | spektakl telewizyjny                                                                                             |
| 1976                  | Daleko od Sodomy                            | Sid                                                                            | spektakl telewizyjny                                                                                             |
| 1977                  | Lalka                                       | baron Krzeszowski                                                              | serial telewizyjny, odcinki: 1 pt. „Powrót”, 3 pt. „Wielkopańskie zabawy”, 8 pt. „Damy i kobiety”                |
| 1978                  | Życie na gorąco                             | prezes Cluny                                                                   | serial telewizyjny, niewymieniony w napisach końcowych                                                           |
| 1978                  | Słodkie szaleństwo                          | Daniel                                                                         | spektakl telewizyjny, także reżyser                                                                              |
| 1978                  | Rodzina Połanieckich                        | Pławicki – ojciec Maryni                                                       | serial telewizyjny, 7 odcinków                                                                                   |
| 1979                  | Koncert                                     | Gustaw Heing                                                                   | spektakl telewizyjny, także reżyser                                                                              |
| 1981                  | Najdłuższa wojna nowoczesnej Europy         | profesor Kramer                                                                | serial telewizyjny, odcinek: 12 pt. „Państwo w państwie”, niewymieniony w napisach końcowych                     |
| 1985                  | Zamach stanu                                | Kazimierz Bartel – premier RP po zamachu majowym / świadek w procesie brzeskim | serial telewizyjny, odcinki: 2-4                                                                                 |

## Ordery i odznaczenia
- Order Sztandaru Pracy II klasy (1976)[10]
- Krzyż Oficerski Orderu Odrodzenia Polski (1963)[10]
- Krzyż Kawalerski Orderu Odrodzenia Polski (11 lipca 1955)[11]
- Medal 10-lecia Polski Ludowej (19 stycznia 1955)[12]
- Odznaka 1000-lecia Państwa Polskiego (1967)[10]
- Odznaka „Zasłużony Białostocczyźnie” (1980)[10]

## Nagrody
- 1952 – Nagroda Państwowa II stopnia za rolę Chopina w filmie pt. Młodość Chopina[13]
- 1967 – Nagroda Przewodniczącego Komitetu ds. Radia i Telewizji[10]
- 1969 – Nagroda Ministra Kultury i Sztuki, indywidualna I stopnia[10]
- 1977 – Nagroda Przewodniczącego Komitetu ds. Radia i Telewizji I stopnia za wybitne osiągnięcia reżyserskie i aktorskie w Teatrze Telewizji[10]